# Камачо, Игнасио
Игна́сио (На́чо) Кама́чо Барно́ла (исп. Ignacio Camacho Barnola; род. 4 мая 1990, Сарагоса, Испания) — испанский футболист, опорный полузащитник известный по выступлениям за клубы «Малага», «Атлетико Мадрид» и сборную Испании. В 2007 году был капитаном юношеской сборной Испании на чемпионате Европы.

## Клубная карьера

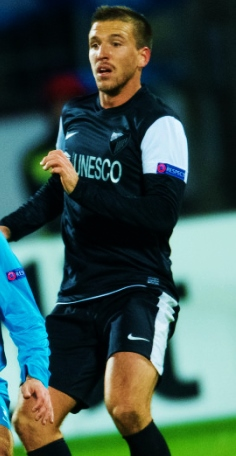
Камачо в составе «Малаги»

### «Атлетико Мадрид»
Игнасио начал свою карьере в футбольной школе «Сарагосы», но вскоре его заметили скауты столичного «Атлетико», который в 2005 году пригласил футболиста в свою футбольную академию. 1 марта 2008 года в матче против «Барселоны», Камачо дебютировал в Ла Лиге. «Матрасники» одержали победу 4:2, а с молодым полузащитником был подписан контракт на два месяца раньше положенного. 3 мая за один день до своего 18-летия, в поединке против «Рекреативо», Игнасио забил свой первый гол в чемпионате Испании. Несмотря на удачные выступления в дебютном сезоне, в следующем Камачо мало появлялся на поле, ограничиваясь матчами на Кубок Испании. Тренер «Атлетико», Хавьер Агирре, делал ставку на португальца Манише и новичка команды аргентинца Эвера Банегу. Ситуация немного улучшилась после того, как Манише был отстранен от игр после стычки с новым главным тренером Абелем Ресино. Сезон 2009/10 Качамачо мало играл, в основном выходя в конце матча.

### «Малага»
В поисках игровой практики в декабре 2010 года Игнасио перешёл в «Малагу». 8 января 2011 года в матче против «Атлетика» из Бильбао, он дебютировал в новом клубе. 29 апреля 2012 года в поединке против «Валенсии», Камачо забил свой первый гол за «Малагу». 18 сентября 2012 года в матче против «Зенита», он дебютировал в основной сетке Лиги чемпионов. 8 декабря во встрече против «Гранады», Игнасио забил один из голов команды и помог «Малаге» добиться крупной домашней победы, 4:0.

### «Вольфсбург»
8 июля 2017 года Камачо перешёл в немецкий «Вольфсбург», подписав контракт на 4 года. В матче против Боруссии из Дортмунда он дебютировал в Бундеслиге.
14 сентября 2020 года было объявлено о завершении Камачо профессиональной карьеры футболиста по состоянию здоровья.

## Международная карьера
В 2007 году Камачо был капитаном юношеской сборной Испании, которая стала победителем юношеского Чемпионата Европы. В 2008 году не попал на первенство Европы (до 21) из-за травмы.
18 ноября 2014 года в товарищеском матче против сборной Германии Игансио дебютировал за сборную Испании, заменив во втором тайме Серхио Бускетса.

## Личная жизнь
Отец — Хуан Хосе — бывший испанский футболист.
Брат — Хуаниньо (род. 1980) — бывший испанский футболист, полузащитник. Выступал за команды низших испанских дивизионов.

## Достижения
Клубные
 «Атлетико Мадрид»
- Победитель Лига Европы УЕФА — 2009/2010
- Обладатель Суперкубок УЕФА — 2010
- Финалист Кубка Испании — 2009/2010

Международные
 Испания (до 17 лет)
- Чемпионат Европы по футболу (юноши до 17 лет) — 2007
- Чемпионат мира по футболу среди молодёжных команд — 2013
- Чемпионат мира по футболу среди юношеских команд — 2007